# 과학기술유공자
대한민국의 과학기술유공자는 연구개발 및 기술혁신 활동에 종사하는 과학기술인 중에서 국가 과학기술 발전에 이바지한 공적이 현저한 사람을 말한다. 2015년 12월 22일 제정된 ‘과학기술유공자 예우 및 지원에 관한 법률(법률 제 13579호)’과 이에 대한 시행령에 따라 지정된다.

## 개요
- 신기술의 개발 또는 기술의 개량으로 경제·사회 발전에 현저히 이바지한 사람
- 세계적인 수준의 과학기술상 수상자 등 학문적 업적이 현저한 사람
- 지속적인 연구개발 및 기술혁신 활동으로 특정 과학기술 분야의 발전에 현저히 기여한 사람

과학기술유공자 예우 및 지원을 위한 제도적 기반 확충, 과학기술유공자에 대한 사회적 인식 제고, 과학기술유공자에 대한 예우 및 편의 제공, 과학기술유공자의 지식 나눔을 통한 사회 공헌 지원 등을 통해 대한민국 과학기술 발전에 뛰어난 공헌을 한 과학기술유공자를 예우하고 지원함으로써 과학기술인의 명예와 긍지를 높이고 과학기술인이 존중받는 사회문화를 조정하는데 이바지할 것으로 기대된다.

## 지정

### 기본자격 및 지정 기준
기본 자격은 이학·공학 등의 분야와 이와 관련되는 학제 간 융합 분야에서 연구개발 및 기술혁신 활동을 수행하고 있거나 수행한 과학기술인이어야한다. 이 때 사망한 자의 경우, 대한민국 정부 수립 이후 사망자로 한정한다.
지정 기준은 다음과 같다.
- 신기술의 개발 또는 기술의 개량을 통하여 경제적 부가가치를 창출하거나 관련 산업의 경쟁력을 높이는 데 이바지한 사람일 것
- 신기술의 개발 또는 기술의 개량을 통하여 사회문제를 해결하거나 국민의 삶의 질 향상에 이바지한 사람일 것
- 새로운 발견이나 원리 규명을 통하여 연구 분야를 개척하거나 해당 분야의 학문적 토대를 마련하는데 이바지한 사람일 것
- 세계적 수준의 과학기술상을 수상하는 등 해당 분야에서 독창적이고 선도적인 학문적 성과를 달성한 사람일 것
- 장기간 연구개발 및 기술혁신 활동을 수행하여 공공성 또는 공익성이 큰 과학기술 분야의 발전에 현저히 이바지한 사람일 것
- 그 밖에 과학기술정보통신부 장관이 과학기술정책 개발 등을 통하여 위의 5가지 중 어느 하나에 해당하는 사람과 같은 수준으로 과학기술의 발전에 이바지하였다고 인정하는 사람일 것

(과학기술유공자 예우 및 지원에 관한 시행령 제5조)
※ 단, 「국가유공자 등 예우 및 지원에 관한 법률」 제79조 제1항 제1호부터 제4호에 해당하는 자는 지정 제외

### 심사절차
- (분야) 「국가과학기술표준분류체계」에 따라 자연, 생명, 엔지니어링, 융합 등 4대 분야와 관련된 세부분야로 나누어 심사
- (위원회) 산업계·학계·연구계를 대표하고 관련 분야 학식과 경험이 풍부한 위원을 중심으로 과학기술유공자심사위원회 및 전문위원회 구성‧운영
- (심사위원회) 산업계‧학계‧연구계를 대표하는 15인 이내로 구성하고 과학기술유공자 지정기준‧심사방법, 지정 및 지정취소 등 심의
- (전문위원회) 분야별 30명 이내의 산업계·학계·연구계 전문가로 구성하고 후보자의 적격성 검토 등 예비 및 본심사 수행
- (심사) 예비·본심사 및 최종심사, 공개검증 및 지정 등 4단계 심사·검증 절차 마련
- (검증) 동료평가(peer-review), 한국연구재단 및 NTIS 등의 검증시스템을 활용하여 후보자의 업적‧성과, 결격사유 등 검증

## 예우 및 지원
과학기술유공자는 법률에 의해 다음과 같은 예우 및 지원을 받을 수 있다.

### 예우
- 과학기술인 명예의전당 헌액
- 과학기술 관련 행사 초청 및 의전상의 예우
- 대통령령으로 정하는 복지시설 등의 편의 제공
- 과학기술유공자의 공훈록 발간, 주요 저서·논문 등 업적 홍보
- 국가과학기술정책의 수립에 관한 자문
- 출입국 심사 우대 등

### 활동 지원
- 과학기술 조사·연구
- 창업 및 중소·벤처기업에 대한 기술지도 및 상담
- 정부의 과학기술 정책에 대한 자문
- 과학기술 분야 교육 및 강연
- 과학기술 분야 저술 또는 번역
- 개발도상국에 대한 기술지원
- 과학기술유공자와 신진 과학기술인 간 학술적 교류
- 과학기술 분야 국제교류·협력 등[2]

## 과학기술유공자 명단
|               | 자연 분야 | 생명 분야 | 엔지니어링 분야 | 융합·진흥 분야                                                              |
| ------------- | --- | --- | --- | --------------------------------------------------------------------------- |
| 2017년 (32명) | 김동일 서울대학교 교수 김순경 템플대학교 명예교수 안동혁 한양대학교 명예교수 이원철 국립중앙관상대 초대대장 이임학 UBC 명예교수 이태규 KAIST 명예교수 이휘소 전 페르미국립가속기연구소 이론물리학부장 정창희 서울대학교 명예교수 조순탁 대한민국 학술원 회원 | 권이혁 서울대학교 명예교수 김수지 이화여자대학교 명예교수 박노희 UCLA 석학교수 석주명 국립과학박물관 동물학 연구부장 우장춘 한국농업과학연구소 초대소장 윤일선 서울대학교 명예교수 이호왕 고려대학교 명예교수 조백현 서울대학교 명예교수 조완규 서울대학교 명예교수 정길생 전 건국대학교 총장 한구동 서울대학교 명예교수 허문회 서울대학교 명예교수 현신규 서울대학교 명예교수 | 김재근 서울대학교 명예교수 민계식 전) 현대중공업 회장 윤덕용 KAIST 명예교수 윤종용 전) 삼성전자(주) 대표이사 부회장 염영하 서울대학교 명예교수 이재성 서울대학교 명예교수 이창건 한국원자력문화진흥원 원장 한만춘 연세대학교 명예교수 최순달 KAIST 명예교수 최형섭 KIST(한국과학기술연구원) 초대소장 |                                                                             |
| 2018년 (16명) | 권경환 포항공과대학교 명예교수 김정흠 고려대학교 명예교수 김호길 포항공과대학교 전)총장 심상철 KAIST 명예교수 유경로 서울대학교 명예교수 | 김모임 연세대학교 명예교수 이상섭 서울대학교 명예교수 허영섭 (주)GC녹십자 전)회장 홍창의 서울대학교 명예교수 | 강대원 NEC AMERICA 초대소장 권욱현 서울대학교 명예교수 김철우 포스코기술연구소 전)소장 여종기 LG화학기술연구원 전)원장 한필순 한국원자력연구소 전)소장 | 이종욱 세계보건기구(WTO) 제6대 사무총장 장기려 고신대학교 복음병원 명예원장 |
| 2019년 (12명) | 박동길 인하대학교 명예교수 박세희 서울대학교 명예교수 이상수 한국과학원(전)KAIST) 전)원장 | 권태완 한국식품연구원 전)원장 김영중 서울대학교 명예교수 이우주 연세대학교 전)총장 한인규 서울대학교 명예교수 | 김영걸 포스텍 명예교수 김정식 대덕전자 전)회장 김충기 KAIST 명예교수 이충구 현대자동차 전)사장 | 김시중 고려대학교 명예교수                                                  |
| 2020년 (9명)  | 국채표 중앙관상대 전)대장 윤능민 서강대학교 전)명예교수 임덕상 펜실베니아대학교 전)교수 | 전종휘 가톨릭대학교 전)명예교수 한문희 한국생명공학연구원 전)원장 | 노승탁 서울대학교 명예교수 안병성 한국전자통신연구원 전)책임연구원 | 김명자 한국과학기술단체총연합회 명예회장 김용관 과학지식보급회 전)전무이사  |
| 2021년 (8명)  | 명효철 고등과학원 원장 이익춘 인하대학교 명예교수 | 김정룡 서울대학교 명예교수 박상대 서울대학교 명예교수 | 변증남 KAIST 및 UNIST 명예교수 이현순 두산그룹 고문 | 김삼순 서울여자대학교 명예교수 정근모 과학기술처 전)장관                    |
| 2022년 (4명)  | 윤한식 한국과학기술연구원 명예 석좌연구원 | 김성호 U.C. 버클리대 명예교수 | 전민제 전엔지니어링 대표이사 | 공병우 한글문화원 원장                                                      |
| 2023년 (4명)  | 송희성 서울대학교 명예교수 | 김성완 미국 유타대학교 석좌교수 한상기 서울대학교 전)교수 | | 김재관 한국표준연구소 초대 소장                                             |
| 2024년 (6명)  | 박달조 한국과학원 전)원장 박성현 서울대학교 명예교수 | 이서구 이화여자대학교 석좌교수 | 최남석 LG화학기술연구원 전)원장 | 심문택 국방과학연구소 전)소장 채영복 (사)원정연구원 이사장                  |